# Игнатьев, Дмитрий Константинович
Дмитрий Константинович Игнатьев (29 сентября 1903 — 5 мая 1981) — советский военный деятель, участник Великой Отечественной войны; начальник Политотдела, контр-адмирал.

## Биография
Родился 29 сентября 1903 года[по какому календарю?] в деревне Александровка (ныне — Сергиевский район Самарской области).
В 1925 году был призван на службу в Рабоче-Крестьянскую Красную Армию; в 1926 году окончил полковую школу, в 1930 году — Киевскую военную артиллерийскую школу. Служил на командных и военно-политических должностях в различных артиллерийских частях в Средней Азии. В 1937 году окончил Военно-политическую академию имени Н. Г. Толмачёва, после чего для дальнейшего прохождения службы был направлен в Военно-морской флот СССР. С августа 1939 года был заместителем начальника Политуправления Тихоокеанского флота. Здесь его застало начало Великой Отечественной войны.
В сентябре 1942 года Д. К. Игнатьев был назначен комиссаром (впоследствии должность переименована в начальника политического отдела) Ижорского сектора береговой обороны Балтийского флота. С апреля 1943 года возглавлял Политотдел эскадры Балтийского флота. Проводил большую партийно-политическую и агитационно-пропагандистскую работу среди личного состава сектора, который вёл борьбу с вражескими батареями, поддерживал действия сухопутных частей, обеспечивал перевозки и высадки десантных групп. Сам неоднократно выезжал на передовую, лично руководя проведением боевых операций. Умело применял собственные артиллерийские знания, вынесенные из Киевской артиллерийской школы, большое внимание уделяя вскрытию и ликвидации недостатков артиллерийской подготовки эскадры. Вместе с Ижорским сектором, а затем и с Балтийской эскадрой Игнатьев содействовал успешному прорыву блокады Ленинграда, а затем и окончательному её снятию. В ходе этих операций сам выезжал на корректировочные посты, под вражескими обстрелами осуществляя корректировку артиллерийского огня.
После окончания войны продолжал службу в Военно-морском флоте СССР. Был начальником политотдела и одновременно заместителем по политической части начальника Военно-морской академии имени К. Е. Ворошилова, затем заместителем по политической части командующего 8-м Военно-морским флотом, начальником Политотдела — заместителем по политической части начальника Главного морского штаба.
В июне 1953 года был уволен в запас. Умер 5 мая 1981 года, похоронен на московском Митинском кладбище.

## Награды
- 2 ордена Красного Знамени (22.2.1944, 10.11.1945);
- Орден Красной Звезды (3.11.1944);
- Орден Нахимова 2-й степени (17.06.1946);
- Орден Ленина (02.06.1951);
- Медаль «За оборону Ленинграда» и другие медали.